# Brad Thor
Brad Thor (Chicago, 21 de agosto de 1969) es un escritor estadounidense de novelas de intriga y espionaje. Es el autor de Los leones de Lucerna, La senda del asesino, El primer mandamiento, El último patriota, El apóstol y Lista negra. Su más reciente novela de la saga de Harvath será publicada en junio de 2016.
El último patriota fue nominada a «Mejor Thriller del año» por la International Thriller Writers Association.

## Biografía
Thor nació y creció en Chicago pero vivió en Park City, Utah durante ocho años.
Thor estudió en el Colegio del Sagrado Corazón de Chicago y la University of Southern California.

## Carrera literaria
Antes de convertirse en novelista fue productor, escritor y presentador de la serie de televisión de viajes Traveling Lite.
Thor es miembro de The Heritage Foundation desde la que defiende la creación de un escudo de misiles para proteger a Estados Unidos de amenazas exteriores. Thor is a Fellow of the Alexandrian Defense Group, 
Es aficionado al esquí, la escalada y la caza.

### Polémica
A raíz de la publicación de The Last Patriot, Glenn Beck dijo que Thor podría ser un blanco de terroristas. Se le ha llegado a comparar con Salman Rushdie.
Aunque otras voces opinan que su novela es «islamofóbica». 
Además, Thor se ha citado a sí mismo como colaborador del Departamento de Seguridad Nacional en un programa secreto para identificar terroristas.

### Televisión
Thor es tertuliano en el programa de Glenn Beck y ha aparecido en otros de las cadenas Fox News Channel, CNN, ABC, CBS, NBC, MSNBC, y PBS para hablar de terrorismo.
Warner Bros. ha comprado los derechos de la saga de Scot Harvath, el personaje más conocido de Thor, con intención de hacer una serie de películas.

### Serie de Scot Harvath
| #  | Title                 | Fecha | ISBN          |
| -- | --------------------- | ----- | ------------- |
| 1  | Los leones de Lucerna | 2002  | 0-7434-3673-3 |
| 2  | La senda del asesino  | 2003  | 0-7434-3675-X |
| 3  | El estado de la Unión | 2004  | 0-7434-3677-6 |
| 4  | Blowback              | 2005  | 0-7432-7115-7 |
| 5  | Takedown              | 2006  | 0-7432-7118-1 |
| 6  | El primer mandamiento | 2007  | 1-4165-4379-1 |
| 7  | The Last Patriot      | 2008  | 1-4165-4383-X |
| 8  | El apóstol            | 2009  | 1-4165-8657-1 |
| 9  | Foreign Influence     | 2010  | 1-4165-8659-8 |
| 10 | Full Black            | 2011  | 1-4165-8661-X |
| 11 | Black List            | 2012  | 1-4391-9298-7 |
| 12 | Hidden Order          | 2013  | 1-4767-1709-5 |
| 13 | Act of War            | 2014  | 1-4767-1712-5 |
| 14 | Code of Conduct       | 2015  | 1-4767-1715-9 |
| 15 | Foreign Agent         | 2016  |               |